# Psilonyx magnicauda
Psilonyx magnicauda är en tvåvingeart som först beskrevs av Charles Howard Curran 1934.  Psilonyx magnicauda ingår i släktet Psilonyx och familjen rovflugor.
Artens utbredningsområde är Guyana. Inga underarter finns listade i Catalogue of Life.